# 覺羅文華
覺羅文華，文華，字煥章，满洲鑲黃旗人。清朝政治人物、進士出身。
光緒二十一年（1895年），中式乙未科繙譯進士。選庶吉士，散館授翰林院檢討。宣统元年，任日講起居注官、翰林院侍讀，后官至侍講學士。